# Paracirrhites

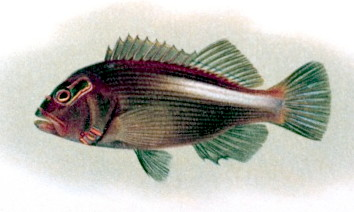
Paracirrhites arcatus

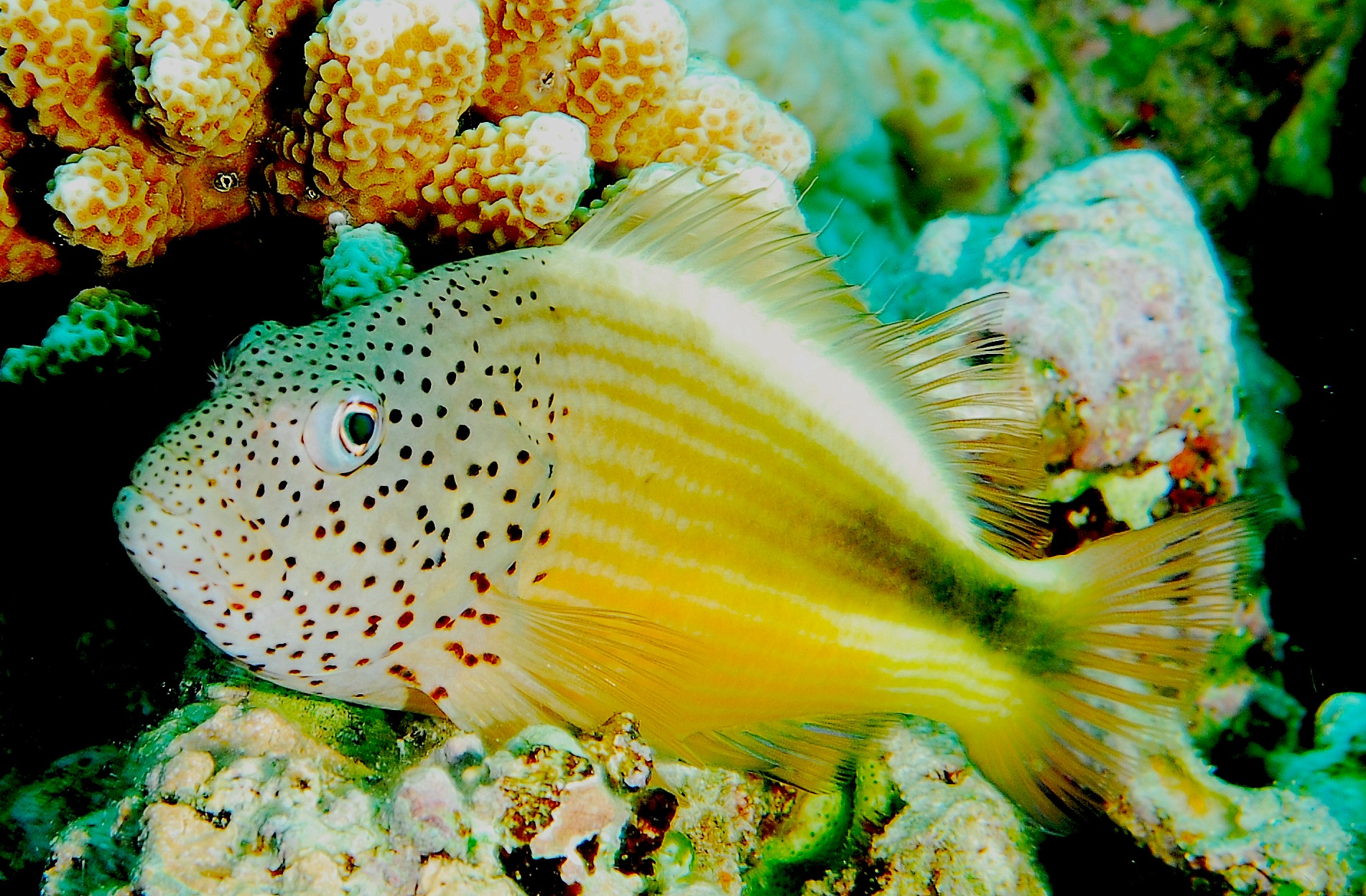
Paracirrhites forsteri

Paracirrhites és un gènere de peixos pertanyent a la família dels cirrítids.

## Etimologia
Del grec para (al costat de) i del llatí cirrus (ris).

## Taxonomia
- Paracirrhites amblycephalus (Bleeker, 1857)[3]
- Paracirrhites arcatus (Cuvier, 1829)[4]
- Paracirrhites bicolor (Randall, 1963)[5]
- Paracirrhites forsteri (Schneider, 1801)[6]
- Paracirrhites hemistictus (Günther, 1874)[7]
- Paracirrhites nisus (Randall, 1963)[5]
- Paracirrhites xanthus (Randall, 1963)[8][9][10][11][12][13][14]